# Sphragisticus
Sphragisticus is een geslacht van wantsen uit de familie bodemwantsen (Lygaeidae). Het geslacht werd voor het eerst wetenschappelijk beschreven door Stål in 1872.

## Soorten
Het genus bevat de volgende soort:

- Sphragisticus nebulosus (Fallén, 1807)